# Francisco Robles
Francisco Robles García (Guayaquil, 1811 – 1893) è stato un politico ecuadoriano.
Combattente nella guerra civile del 1845, fu ministro della guerra dal 1852 al 1856 e presidente dell'Ecuador dal 1856 al 1859, anno in cui venne deposto da Gabriel García Moreno.